# Dennis Haberlach
Dennis Haberlach (* 8. September 1981 in Northeim) ist ein deutscher Popsänger. Bekannt wurde er Anfang 2007 durch seine Teilnahme an der vierten Staffel der Castingshow Deutschland sucht den Superstar, die von Januar bis Mai 2007 im Abendprogramm des Fernsehsenders RTL ausgestrahlt wurde.

## Leben und Wirken
Haberlach ließ sich zunächst zum Mediengestalter ausbilden wechselte innerhalb seiner Ausbildung den Betrieb und arbeitete danach als Lagerarbeiter bei einem Logistik-Unternehmen. Seine musikalische Laufbahn begann 2001 mit dem Einstieg in die Boyband Yunion. Nach Auflösung der Band startete er unter dem Namen Denninjo seine Solokarriere. Von den Lesern der Jugendzeitschrift Bravo wurde er 2004 zum Newcomer des Jahres gewählt.
Im Sommer 2006 nahm er dann an den Castings für Deutschland sucht den Superstar teil und drang nach mehreren Qualifikationsrunden bis unter die letzten Zwanzig vor. In der ersten Top-20-Show schaffte er es mit seiner Version des Ronan-Keating-Hits When You Say Nothing at All im Telefonvoting mit 12,8 % aller Zuschauerstimmen auf Platz 3 von 9. In der zweiten Show sang er Every Breath You Take von The Police und schaffte es mit 8,6 % nur auf Platz 6 von 8 und musste die Show verlassen. Unmittelbar nach seinen Auftritten nahm ihn der Musikproduzent David Brandes unter Vertrag und nahm mit ihm sowie der schwedischen Sängerin Stina die Ballade Nicht für immer auf.

## Diskografie
Singles
- 2006: Shorty (als Denninjo feat. East Side Famlee) (VÖ: 17. Februar 2006)
- 2007: Nicht für immer (Dennis Haberlach feat. Stina)
- 2009: Deine Chance (Monroe feat. Eko Fresh, Separate, Dennis Haberlach & Timey)
- 2013: Mein Herz (Dennis Haberlach) (VÖ: 2. Februar 2013)